# Tiris al-Gharbiyya
Tiris al-Gharbiyya (en árabe تيرس الغربية. Tīris al-Ḡarbiyya, «Tiris Occidental») fue el nombre del área del Sáhara Occidental bajo control de Mauritania entre 1975 y 1979.

## Antecedentes
Mauritania se anexionó un tercio sur de la antigua colonia española del Sáhara Español en 1975 después del Acuerdo tripartito de Madrid, mientras Marruecos ocupaba los dos tercios del norte (Saguia el Hamra y la mitad norte de Río de Oro) que considera sus provincias del Sur. Los dos países afirmaron derechos históricos sobre la zona, mientras que Naciones Unidas reclamó que se permitiera a la población indígena (saharauis) con derecho de autodeterminación decidir en referéndum si el territorio debía unirse a cualquiera de los estados vecinos, o establecerse como país independiente.
Esta última fue la opción secundada por el Frente Polisario, una organización saharaui que luchó primero contra la colonización española y posteriormente contra Mauritania y Marruecos. Sus ataques contra Mauritania demostraron ser muy eficaces. Los ataques del Polisario contra las minas de hierro de Zouerate y Nuakchot y los costes de la guerra, pronto llevaron al país a punto del colapso económico, y provocó el aumento de las tensiones entre el ejército y el gobierno.
En 1978 el gobierno de partido único de Moktar Ould Daddah se vio gravemente comprometido por el esfuerzo en la guerra, y cayó por un golpe de Estado de oficiales del ejército descontentos. Mauritania entonces se desligó del conflicto, renunciando a sus reclamaciones a cualquier parte del Sáhara occidental, y sacando sus tropas del territorio. El 10 de agosto de 1979 se firmó en Argel el acuerdo Mauritano-Saharaui por el que Mauritania cedió el territorio al Frente Polisario. En éste, el Frente Polisario retiraba cualquier pretensión de soberanía sobre Mauritania tras los ataques a Nuakchot y Zouerate.
Las áreas ocupadas hasta entonces por Mauritania fueron ocupadas por Marruecos, que desde entonces ha reclamado la soberanía sobre todo el territorio a pesar de la continua oposición del Polisario y de su principal apoyo, Argelia.
En 1984 el presidente mauritano Mohamed Khouna Uld Haidalla reconoció el apoyo al Polisario y la República Árabe Saharaui Democrática (RASD) como legítima soberana de la zona. Después de ser derribado con otro golpe de Estado militar el mismo año, esta posición ha sido minimizada para apaciguar a Marruecos, aunque nunca revocada explícitamente.

## Fronteras y características
Tiris Occidental estaba ubicado en la mitad baja de Río de Oro, la provincia meridional del Sáhara Español, comprendiendo 88.000 km² y una población de 12.897 habitantes. Consistía principalmente en terreno desierto árido, escasamente poblado excepto por algunos miles de nómadas saharauis, muchos de los cuales habían huido hacia la provincia de Tinduf en 1975. Tenía unos pocos asentamientos menores salpicados por la costa, y el mayor de ellos, Dajla (antigua Villa Cisneros), se convirtió en la capital provincial.
Algunos informes indican que el territorio puede alojar cantidades importantes de recursos minerales como hierro (se especula, pero no hay ninguna prueba) o petróleo en la costa, pero la guerra impidió cualquier esfuerzo de exploración significativo. El territorio sigue estando mayoritariamente sin explorar y explotar hasta nuestros días. La excepción son las aguas ricas en pesca del Atlántico. Nunca fueron explotadas por Mauritania, pero desde entonces han sido explotadas por Marruecos y por barcos extranjeros bajo licencia del Marruecos.
El nombre "Tiris" se refiere a una llanura desértica del Sáhara. La provincia más al norte de Mauritania (en su territorio reconocido internacionalmente) se llama de manera similar Tiris Zemmour. El nombre de  "Zemmour" se refiere a una cadena montañosa en el centro del Sáhara Occidental.
El gobierno de Ould Daddah reclamó el territorio en base a los fuertes lazos culturales y tribales entre los habitantes moros de Mauritania, y las tribus del Sáhara Occidental. El gobierno argumentó que todos formaban parte del mismo pueblo, y también extendió la noción de soberanía precolonial por algunos emiratos (feudos tribales) mauritanos sobre algunas de estas tribus. Antes de la Corte Internacional de Justicia (CIJ) Mauritania afirmó en 1975 que todo el Sáhara Espanyol había formado parte históricamente de "Bilad Chinguetti", una tribu no declarada y comunidad religiosa. Pero también reconoció que nunca había habido existido un estado mauritano para reclamarlo dado que Mauritania es una creación moderna del colonialismo francés. El tribunal reconoció la importancia de estos vínculos culturales, pero anunció que no habían constituido la soberanía sobre el territorio o sus habitantes antes del colonialismo, y no podían justificar por sí mismos la soberanía en la actualidad. En su lugar, se recomienda un proceso de autodeterminación estándar donde se diera a los saharauis la elección de fusión con Mauritania y/o Marruecos, o la independencia.

## Actual posición mauritana
En los últimos años, el gobierno de Mauritania ha mantenido una política de estricta neutralidad entre el Polisario y Marruecos, a la vez que conserva su reconocimiento de la RASD. Grupos minoritarios de la oposición política mauritana de vez en cuando expresan interés en el área, a pesar de que la incidencia directa para volver a formar parte es muy rara. Otros grupos apoyan al Polisario o a Marruecos. La posición oficial de la mayoría de los partidos es apoyar cualquier resultado final aceptable para ambas partes en conflicto, y también ha sido la posición del gobierno desde finales de 1980, aunque ha variado en función de las relaciones con Marruecos.
El territorio actualmente está dividido efectivamente entre las fuerzas marroquíes y el Polisario a lo largo del Muro marroquí, y con un alto el fuego en vigor en espera del resultado del proceso de descolonización de las Naciones Unidas.